# Готелі Харкова
Готелі Харкова — мережа міських малих і середніх готелів, кількістю близько 30 підприємств. Послуги розміщення надають 33 готелі в Харкові, сертифіковано з них — 28.

## Діючі

Готель «Чічіков», 2010 рік

- «Аеропорт» (вул. Аерофлотська, 16);
- «Аврора» (вул. Алчевських, 10/12), відкрита наприкінці 1990-х рр.;
- «Артуа» / „ARTUA club“ (проспект Льва Ландау, 151 В) — при готелі є ресторан і сауна;
- «Ахтамар» (вул. Самсонівська, 38);
- «Будинок колгоспника» (майдан Захисників України, 5/6);
- «Британія» (вулиця Шевченка, 270, острів Журавлівського гідропарку);
- «Вікторія» (вулиця Примерівська, 23) — 28 номерів;
- «Гостинний двір» (вул. Римарська, 28) — 9 номерів, зала для бенкетів/конференцій;
- Готель артистів цирку (вул. Гвардійців-Залізничників, 7);
- «Глорія» (вул. Плеханівська, 57), ст.м. "Спортивна" — 12-поверхів, 86 номерів, 153 міста;
- «Де Голль» бутік-готель / „De Gaulle“ boutique-hotel (майдан Захисників України, 7 А);
- «Динамо-люкс» (вул. Динамівська, 3), відкрито на початку 2000-х рр.;
- «Дружба» (проспект Гагаріна, 185), мотель;
- «Експрес» (площа Привокзальна, 1), відкрита в 1980-х рр.;
- «Етуаль» (просп. Ново-Баварський, 91) — 25 номерів, з басейном (площа 325 м2, довжина 25 м);
- «ЗС Клуб» (провулок 2-й Лісопарковий, 10);
- «Калина» / „Kalyna“ (вулиця Нестерова, 2);
- «Корейський центр» (бульвар Юр'єва, 2);
- «Космополіт» (вулиця Академіка Проскури, 1);
- «Капу$та» / „Kharkov Kohl Hotel“ (вул. Копиловського, 27) — 43 номерів;
- «Локомотив» (вулиця Велика Панасівська, 90/1) — готель розташований на третьому поверсі СК «Локомотив», 19 номерів;
- «Малон» Apartments / „MALON“ apart-hotel (вул. Сумська, 45) — 20 [Архівовано 27 липня 2018 у Wayback Machine.] апартаментів;
- «Маямі» / „Miami“ (проспект Ювілейний, 45 В);
- «Меркурій» (вул. Харківських Дивізій, 29);
- «Металіст» (вул. Плеханівська, 92а);
- «Мир» (просп. Науки, 27а), відкрита в 1979 р.;
- «Національ» (просп. Науки, 21), відкрита як «Інтурист» на початку 1960-х рр. (до 1965 р.);
- «Ной» (просп. Тракторобудівників, 69 Б) — при готелі є ресторан „Ной“;
- «Роял» / „Royal“ (вул. Гвардійців-Широнінців, 34);
- «Сафарі» / „Safari“ (вулиця Гідропаркова, 23 А);
- «Славія» (Полтавський Шлях, 52), колишні назви: „Першетравнева“/„Первомайская“, „мебльовані кімнати Файберга“;
- «Старт» (вулиця Плеханівська, 18);
- «City Club Hotel» — проспект Гагаріна, 145;
- «Турист» (проспект Героїв Харкова, 144);
- «Харків» (майдан Свободи, 7), відкрита у 1930-х роках як «Інтернаціонал»;
- «kHarkiv Palace» (майдан Свободи, ст.м. "Держпром") — 11-поверхів, 180 апартаментів.
- «4 кімнати» (вулиця Маяковського, 5), відкрита в другій половині 2008 р.;
- «Чічіков» (вулиця Гоголя, 6/8), відкрита в 2006 р. як «Асторія»;
- «Яр» (вул. Валентинівська, 33).

### Підготовка до Євро-2012
52 готеля (всього 3111 номерів) підписали угоди з туроператором УЄФА (компанією «Tui Travel»), причому частка номерів категорії «чотири зірки» становила 18 % їхньої загальної кількості. Відповідно до вимог УЄФА готельний фонд Харкова до 2012 р. має становити 2765 номерів (1240 номерів — категорії «п'ять зірок», 1315 — «чотири зірки» і 210 — «три зірки») для розміщення «сім'ї» УЄФА.
Асоціація готелів України визначила чотири найкращих готелі Харківщини, що готуються до прийому гостей Євро-2012: «Чічіков», «Київський», «Мир» і «Харків».
На липень 2009 року погоджено 3415 номерів, із яких 165 — п'ятизіркових, 2431 — чотиризірковий і 819 — тризіркових. Ще на узгодженні перебувають 5 готелів на 221 номер.
Найвищу категорію «5 зірок» підтвердили спортивно-оздоровчий комплекс «Сан Лайт Готель» і готель «Космополіт». Категорію «4 зірки» підтвердили готелі «Аврора», «Чічіков», «Вікторія», «Мир», «VIVA», «VIVA-CLUB» і пансіонат «Британія». Категорію «3 зірки» підтвердили 6 міських готелів: «Національ», «Меркурій», «Зс-клуб», «Київський», «Нарт», «Аркада». Категорію «2 зірки» мають 3 готелі, розташовані в Харкові: «Турист», «Глорія», «Ахтамар», а категорію «1 зірка» — 2 готелі — «Аеропорт» і «Експрес». Перспективу присвоєння категорії «5 зірок» в 2010 р. має готель «Меркурій». Підвищення категорії до 5 зірок п'ятого корпусу готелю «Харків» можливо за умови будівництва комплексу з біологічного відновлення організму й організації автостоянки.
Без категорії працюють 6 готелів, що мають сертифікат відповідності по показниках безпеки з мінімальним набором надаваних послуг: «Локомотив», «Армаґеддон», «Освіта», «Металіст», «Старт», мотель «Сонячний».
Двозірковий готель на 150 номерів планується побудувати біля стадіону «Металіст» на території ВАТ «Завод ім. Фрунзе», де інвесторам буде надана ділянка площею 3-4 тис. м².
З квітня до грудня 2010 року готель «Київська» буде закрито на реконструкцію, після чого в ньому будуть відкриті 85 номерів преміум-класу. Також у квітні 2010 року завершується підготовка проектної документації для будівництва п'ятизіркового готелю біля харківського гольф-клубу.
13 квітня 2010 року в.о. міського голови Харкова Г. А. Кернес заявив, що на перехресті вул. Трінклера та просп. Правди компанією DCH буде побудовано готель. Наприкінці квітня — початку травня 2010 року на майданчику, обмеженому північним корпусом ХНУ ім. В. Н. Каразіна, площею Свободи, вулицею Трінклера та проспектом Правди (тепер Незалежності), знесено рослинність і розпочато риття котловану під будівництво багатофункціонального комплексу з готелем.
14 грудня 2011 відкрився 5-зірковий готель "Харків Палац".

## Неіснуючі
- «Асторія», майдан Павловський (також площа: Торгова, Народна, Лобна, Рози Люксембург), № 10, будівля відома як „Мелодія“ — використовується інакше;
- «Астраханська», на розі Миколаївської площі та Монастирського провулку (тепер майдан Конституції), у будинку Дворянського зібрання — будівля не збереглася, пошкоджена у часи II-ї світової війни і розібрана;
- «Бельвю», вул. Катеринославська (Полтавський шлях), № 11;
- «Бристоль», вул. Клочківська, № 13;
- «Гранд-Готель» / „Grand-Hotel“ / рос. дореф. „Грандъ-Отель Просперъ“, („будинок Павлова“, „Спартак“), майдан Павловський (Торгова площа) — не зберігся, згорів у 1943 р.;
- «Велика Московська» / рос. дореф. „Большая Московская“, вул. Клочківська, № 1 , на розі Клочківської та Купецького узвозу (тепер Соборний) — будівлі на цьому місті вже немає, зруйнована за часів II-ї світової війни;
- «Велика Петерговська» / рос. дореф. „Большая Петерговская“, вулиця Рибна (Кооперативна), № 3;
- «Версаль», вулиця Конторська (також Безсала, Червоно-жовтнева), № 1 — використовується інакше, як корпус Харківської академії культури;
- «Відень» / рос. дореф. „Вѣна“, провулок Лопатинський;
- «Епштейн» / рос. дореф. „Эпштейнъ“, вул. Катеринославська (Полтавський шлях), № 13 — архітектор А.А. Тон (1830-ті рр.);
- «Європа» / рос. дореф. „Европа“, вул. Університетська, № 20;
- «Імперіал» / рос. дореф. „Имперіалъ“, Павловська площа;
- «Кам'яний стовп» / рос. дореф. „Каменный столбъ“, вул. Університетська;
- «Київська» (вулиця Культури, 4), відкрито в 1980-х рр. як готель обкому КПРС. Будівля разібрана, зведена житлова новобудова[9];
- «Континенталь», вул. Клочківська, № 5;
- «Марсель», вулиця Рибна (Кооперативна), № 2;
- «Метрополь» („Красна“ / „Червона“), площа Миколаївська (оф. адреса вул. Пушкінська, 1) — не зберігся, на його місці інша будівля;
- «Монне», площа Миколаївська (тепер майдан Конституції), №№ 5 та 7;
- «Москва» („Червона Москва“, „Єпархіальний готель“) вул. Катеринославська (Полтавський шлях), № 14, на розі вулиць Полтавський шлях та Благовіщенська (Енгельса) — побудуван для готелю, архитектор В.Н. Корнієнко (1913 р.), наразі використовується інакше;
- «Національ» („Бель-вю“, „Ермітаж“), вул. Університетська, № 33, на розі Університетської і Рибної (Кооперативної) вулиць — наразі в будинку комунальні квартири;
- «Олімпія» / рос. дореф. „Олимпія“, провулок Лопатинський, № 6;
- «Палац» / рос. дореф. „Палассъ“, вул. Коцарська, № 9 — архітектор М.Г. Диканский (1913 р.), нині студентський гуртожиток технічного університету сільського господарства;
- «Перемога» / рос. дореф. „Побѣда“, Олександр, № 6;
- «Петербургська» / рос. дореф. „Петербургская“, Лопанська набережна;
- «Північна» / рос. дореф. „Сѣверная“, провулок Горяїновський (вул. Квітки-Основ'яненка), № 7;
- «Рим» / рос. дореф. „Римъ“, вул. Московська (Моск. пр-т), № 29;
- «Росія» / рос. дореф. „Россія“, вул. Катеринославська (Полтавський шлях), № 4, готель був побудований для братів Руфф, арх. Колодяжний (1913) — наразі використовується як торговельний салон "Спецвузавтоматика";
- «Слов'янський базар» / рос. дореф. „Славянскій Базаръ“ (також „Догмара“, „Стелла“, „Жовтень“), вул. Катеринославська (Полтавський шлях), № 17, готель мав 50 номерів, ресторан і сад, будівлю зруйновано у період війни 1941—1943рр.;
- «Універсаль» (за радянщини „Схід“, рос. Восток), Олекандрівська (Червоноармійська), № 1. Будівля втрачена.
- «Харків» / рос. дореф. „Харьковъ“, вулиця Рибна (Кооперативна), № 4;
- «Швейцарія», провулок Лопатинський, № 5;
- «Ялта», вул. Катеринославська (Полтавський шлях), № 9 — наразі в будівлі кафе і магазини, офіси.